# Peter Cat Recording Co.
Peter Cat Recording Co. est un groupe de musique indien, originaire de Delhi, fondé en 2009. Le groupe est composé de cinq membres : Suryakant Sawhney (chant et guitare), Karan Singh (batterie), Dhruv Bhola (basse et samples), Rohit Gupta (claviers et trompette) et Kartik Sundareshan Pillai (claviers, guitare, électronique et trompette). En 2018, ils signent avec le label français Panache et sortent leur premier disque Portrait of a Time : 2010-2016. En juin 2019, ils sortent Bismillah.
Avec deux nouveaux membres à bord depuis 2017, le groupe vieux de dix ans est désormais « un organisme conscient de lui-même », a déclaré le leader Suryakant Sawhney - une « machine plus bien huilée » que jamais. Il conserve encore trois de ses membres les plus âgés : Sawhney, le principal auteur-compositeur ; Kartik Pillai au clavier, guitares, trompette et électronique ; et Karan Singh à la batterie. Après le départ du bassiste Rohan Kulshreshtha, le bassiste-compositeur Dhruv Bhola et le trompettiste-claviériste Rohit Gupta ont rejoint le groupe.

## Histoire

### Premières années (2008 - 2014)
En 2008, Suryakant Sawhney a eu une expérience spirituelle à San Francisco qui l'a amené à croire qu'il devrait sérieusement envisager une carrière dans la musique. Après un été à Calcutta, il a décidé de créer un groupe nommé Peter Cat Recording Co. avec son colocataire Jeff Abplanalp qui a appris la guitare basse afin de faire partie de tout cela. Alors qu'il commençait à travailler sur ce qui allait devenir une partie du premier album, il rencontra Jeremy Cox des Royal Baths lors d'une fête chez eux. Alors que Jeremy se déguisait lentement en drag queen pendant toute la durée de cette soirée, il a proposé à Suryakant, en état d'ébriété, d'enregistrer et de l'aider à produire quelques démos pour lui. Il a tenu parole et l'une de ces démos finira par faire partie de la version finale du Clown on the 22nd floor.
Début 2010, des contraintes familiales et financières l'ont forcé à retourner en Inde dans la ville de Gurgaon, Haryana. Toujours désireux de poursuivre ses ambitions musicales et désormais armé d'un album de chansons, il a passé l'année à enregistrer et à apprendre à produire lui-même de la musique. Entre-temps, il a commencé à jouer avec Rohan Kulshreshtha, Anindya Shankar et Karan Singh, anciennement du groupe de métal Lycanthropia. Pendant la période d'enregistrement (une période de quelques mois où il manquait un batteur), Caleb Prabhakar est intervenu et a joué de la batterie sur plusieurs chansons. Le 31 décembre 2010, le premier album était prêt et le mastering a eu lieu le jour même. Sinema est sorti le 1er janvier 2011, lors d'une soirée à Delhi, via le site Web du groupe et Bandcamp. Il était à l'origine au prix de 2000 USD (+ 1700 EUR) par téléchargement, finalement ramené à un nombre raisonnable de 10.
Sinema avec son mélange enivrant de jazz, de cabaret, de pop et de sons plus bruyants a lancé PCRC (Peter Cat Recording Co) dans sa véritable existence et une tournée a été planifiée afin de promouvoir l'album. Rohan, agissant en tant que directeur de facto et agent de réservation, a réussi à réserver un certain nombre de spectacles dans diverses villes indiennes telles que Delhi, Mumbai, Bangalore, Chennai, Goa et Chandigarh. Afin de rendre la tournée rentable, le groupe a parcouru tout le pays avec la plupart de son équipement, se produisant une nuit et partant le lendemain matin. en 2011, ils ont continué à interpréter l'album chaque fois qu'ils le pouvaient et ont réussi à sortir un clip vidéo pour leur chanson Love Demons, mettant en vedette eux-mêmes et entièrement produit en interne.
Le 1er janvier 2012, le groupe sort un album de démos brutes et d'autres enregistrements expérimentaux, intitulé Wall of Want. Au fur et à mesure, Anindya Shankar a quitté le groupe et a été remplacé par le guitariste Kartik Sundareshan Pilllai, un ami d'un ami, inconnu du groupe, qui les a également mixés lors du lancement de leur album Sinema. Alors que Karan et Kartik ont déménagé sur le toit du tristement célèbre bâtiment 87a du village de Hauz Khas, à Delhi, ils commencent à jouer plus de spectacles autour d'eux et ont lancé une série de concerts de fêtes secrètes, finalement perquisitionnés par la police et forcés de fermer. Ils ont continué à écrire de nouvelles musiques et à répéter à partir de 87a. En 2014, Kartik décide de se lancer dans la trompette en ajoutant une autre dimension au son du PCRC.

### TransmissionsetPortrait of a Time(2015 - 2018)
Cinq ans après Sinema, en 2015, le groupe lance son successeur spirituel, Climax. Il a élargi le son du PCRC en ajoutant un klaxon, entre autres. L'album a été suivi de vidéos autoproduites pour I'm Home et Copulations. Le groupe le lance avec un spectacle au Social in Hauz Khas Village. Ils organisent ensuite un autre voyage en Inde, au cours duquel Suryakant a un accident de voiture lors du trajet entre la maison ancestrale de Kartik, au Kerala, et Bangalore. Le groupe a terminé le reste de sa tournée en utilisant des trains et des vols. L'année suivante, en 2016, ils travaillent sur une sortie intitulée Transmissions, qui reposait sur l'écriture, l'enregistrement et la production d'une nouvelle chanson par semaine pendant deux mois.
Ils sortent l'album Portrait of a Time en 2018. Portrait of a Time, c'est la nostalgie induite par neuf étapes d'écoute d'une compilation qui résonne des jours passés (avec l'espoir d'en entendre d'autres), surtout pour ceux d'entre nous qui ont suivi le parcours du groupe dans la capitale. Parmi les titres inclus dans l'album, Bebe De Vyah émerge des affres de l'obscurité comme l'un de ceux que l'on a peut-être le moins entendus. Love Demons, Happiness et Clown on the 22nd Dance Floor sont les pièces les plus familières qui résonnent avec l'éclat de PCRC en tant qu'ensemble de jazz manouche psychédélique. Peter Cat Recording Co. est souvent considéré comme une anomalie à Delhi. Le groupe a prospéré en tant que spectacle célébrant la pénibilité de leur ville natale, à l'instar d'un cirque ; Portrait of a Time est un hommage rétrospectif à ce renversement de l'effroi en magie. L'album tire son nom d'une chanson de l'album. C'est une pièce époustouflante qui s'ouvre sur un numéro de jazz plein d'entrain avec un refrain jubilatoire, évanoui et profondément romantique (« J'étais quelqu'un - quelqu'un qui n'était pas d'accord / Maintenant je suis ici pour te conduire cette Lamborghini »), avant de glisser vers un pont électronique discret, fait de claps croustillants et de guitares sous-marines - puis le refrain revient. Le morceau a été enregistré à l'origine dans un salon. C'était en 2015, mais une nouvelle version remasterisée apparaît sur la compilation.
À l'été 2018, le groupe a été contacté par un nouveau label français, Panache, qui a proposé de sortir une compilation sur vinyle qui comprendrait la musique de plusieurs de leurs sorties. Après sept ans, la tension dans le groupe concernant sa direction et son avenir atteint une impasse et Rohan Kulshreshtha quitte le groupe. Sur proposition de Kartik, il est remplacé par 2 jeunes nouveaux membres, Rohit Gupta et Dhruv Bhola (Run It's the Kid). Portrait of a Time: 2010-2016 sort le 1er mars 2018. Le groupe a ensuite fait table rase de son passé pour repartir à zéro.

### BismillahetHappy Holidays(depuis 2019)
Après la sortie de Portrait of a Time, un nouvel album est en préparation. Il a été décidé que le groupe l'enregistrerait dans la ferme de Stefan Kaye à Sainik Farms, Delhi. Le groupe a procédé à l'enregistrement de la majeure partie là-bas, avec quelques chansons se déroulant à Paris dans les studios Spectral de Robin le Duc. Le groupe a décidé de faire ses débuts avec son nouveau matériel lors d'un spectacle toute la nuit au Magnetic Fields Festival au Rajasthan. Ils se sont associés à Pagal Haina qui est devenu par la suite leur manager.
Suryakant et Robin ont procédé au mixage de l'album à Paris même et Bismillah sort en 2019. L'album est une collection de chansons enracinées dans une sorte de musique soul. Bismillah est suivi d'une série de concerts à travers l'Inde et l'Europe, faisant la promotion de l'album.
En 2020, pendant le confinement imposé en raison de la pandémie de Covid-19, le groupe décide de rassembler des morceaux plus ancien et rejeté ainsi qu'une chanson précédemment publiée pour une compilation intitulée Happy Holidays, qui est sortie via Bandcamp et Instamojo. Semblable à leur sortie de 2012, Wall of Want, Peter Cat Recording Co. présente des démos ainsi que des chansons raffinées écrites par le bassiste Dhruv Bhola (Work Clothes), le trompettiste, synthétiseur et guitariste-chanteur Kartik Pillai (Go Home), le chanteur-guitariste Suryakant Sawhney (qui dirige le chant sur Glass or 2 et Jee Jee) et le multi-instrumentiste Rohit Gupta. Clouds, une chanson de leur album de 2015 Climax fait sa réapparition dans le catalogue en ligne du groupe en tant que morceau d'ouverture de Happy Holidays. Le groupe souligne qu'il y a « des choses manifestement plus sérieuses et importantes qui se passent dans le monde en ce moment », faisant allusion à des temps sombres à venir pour l'humanité et la planète dans son ensemble. « Ce n'est peut-être que le tremblement de terre sous-marin qui précède le tsunami, et il est impossible de dire ce qu'il y a de l'autre côté, mais une chose est sûre : il n'y a pas de retour en arrière possible, et il ne devrait pas y en avoir », ajoute le communiqué.
En avril 2023, ils annoncent une première tournée américaine printanière, et tous les billets ont été vendus en moins de 48 heures.

## Discographie
| Titre              | Détails                                   |
| ------------------ | ----------------------------------------- |
| Sinema             | - Sortie : 1er janvier 2011               |
| Wall of Want       | - Sortie : 1er janvier 2012               |
| Climax             | - Sortie : 25 juin 2015                   |
| Transmissions      | - Sortie : 18 juillet 2016                |
| Portrait of a Time | - Sortie : 30 mars 2018 - Label : Panache |
| Bismillah          | - Sortie : 7 juin 2019 - Label : Panache  |
| Happy Holidays     | - Sortie : 30 mars 2023                   |

### Singles
- 2018 : Love Demons (Portrait of a Time)
- 2018 : I'm Home (Portrait of a Time)
- 2018 : Copulations (Portrait of a Time)
- 2019 : Floated By[11] (Bismillah; 2019)
- 2019 : Where the Money Flows[12] (Bismillah)

### Vidéos musicales
- 2012 : Love Demons
- 2018 : I'm Home
- 2019 : Floated By[11]
- 2019 : Where the Money Flows[12]
- 2019 : We're Getting Married
- 2020 : Copulations

## Membres

### Membres actuels
- Suryakant Sawhney — chant, guitare (depuis 2009)
- Kartik Sundareshan Pillai — claviers, guitare, électronique, trompette (depuis 2012)
- Dhruv Bhola — basse, échantillons (depuis 2017)
- Karan Sing — batterie (depuis 2010)
- Rohit Gupta — claviers, trompette (depuis 2017)

### Anciens membres
- Rohan Kulshreshtha (2010—2017)
- Anindya Shankar (2010—2012)

### Galerie

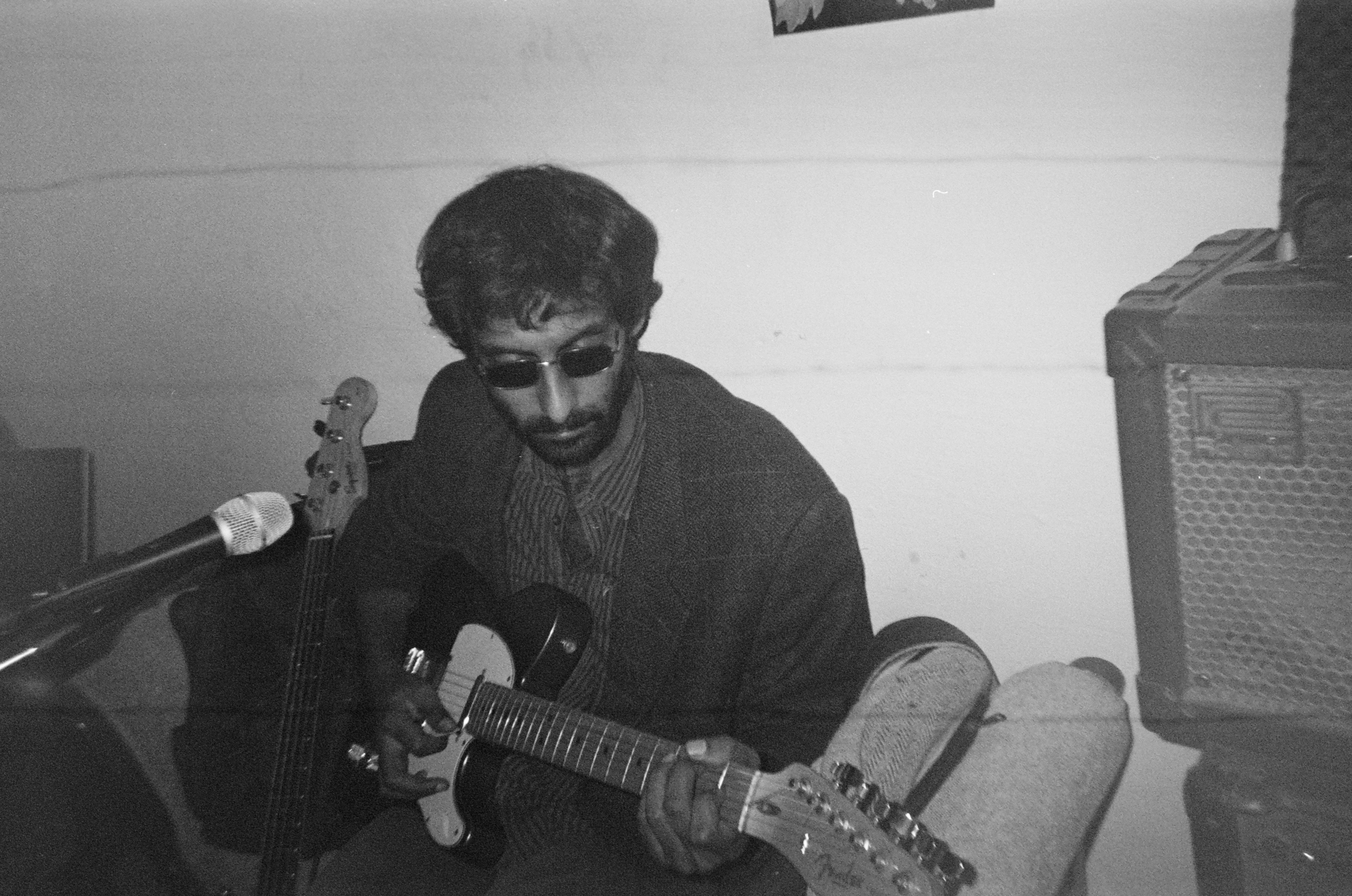
Suryakant Sawhney.
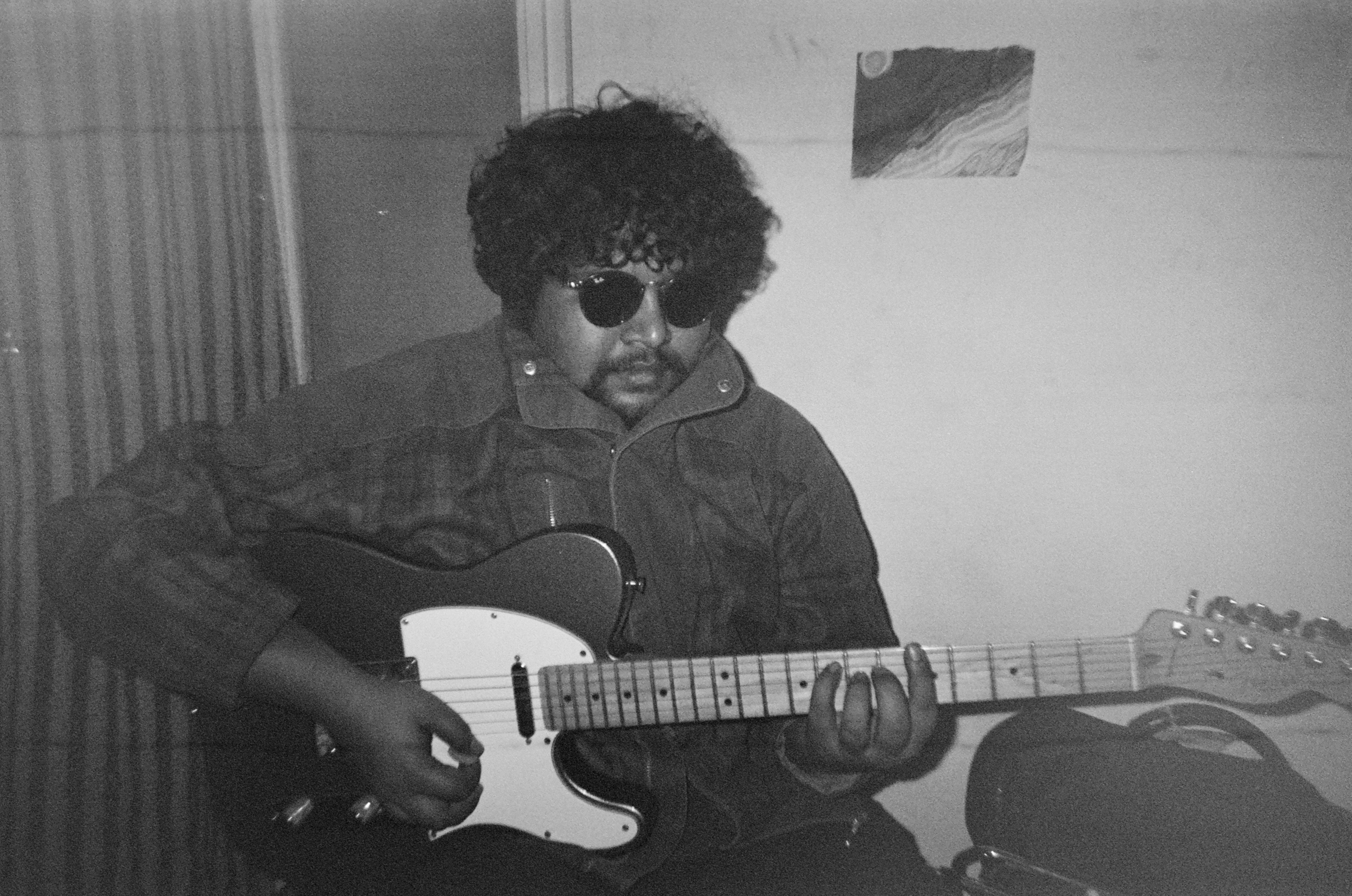
Kartik Pillai.
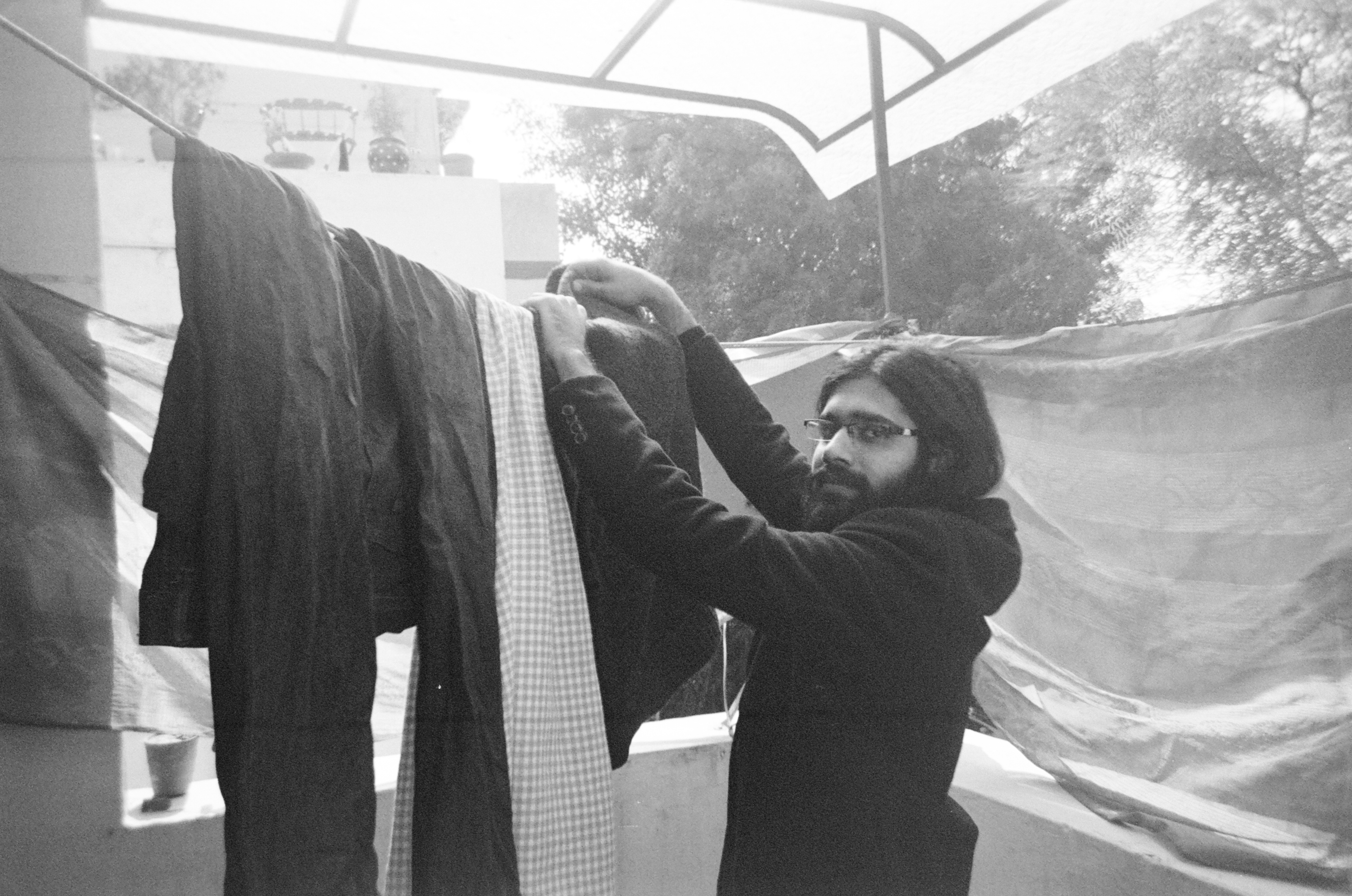
Dhruv Bhola.
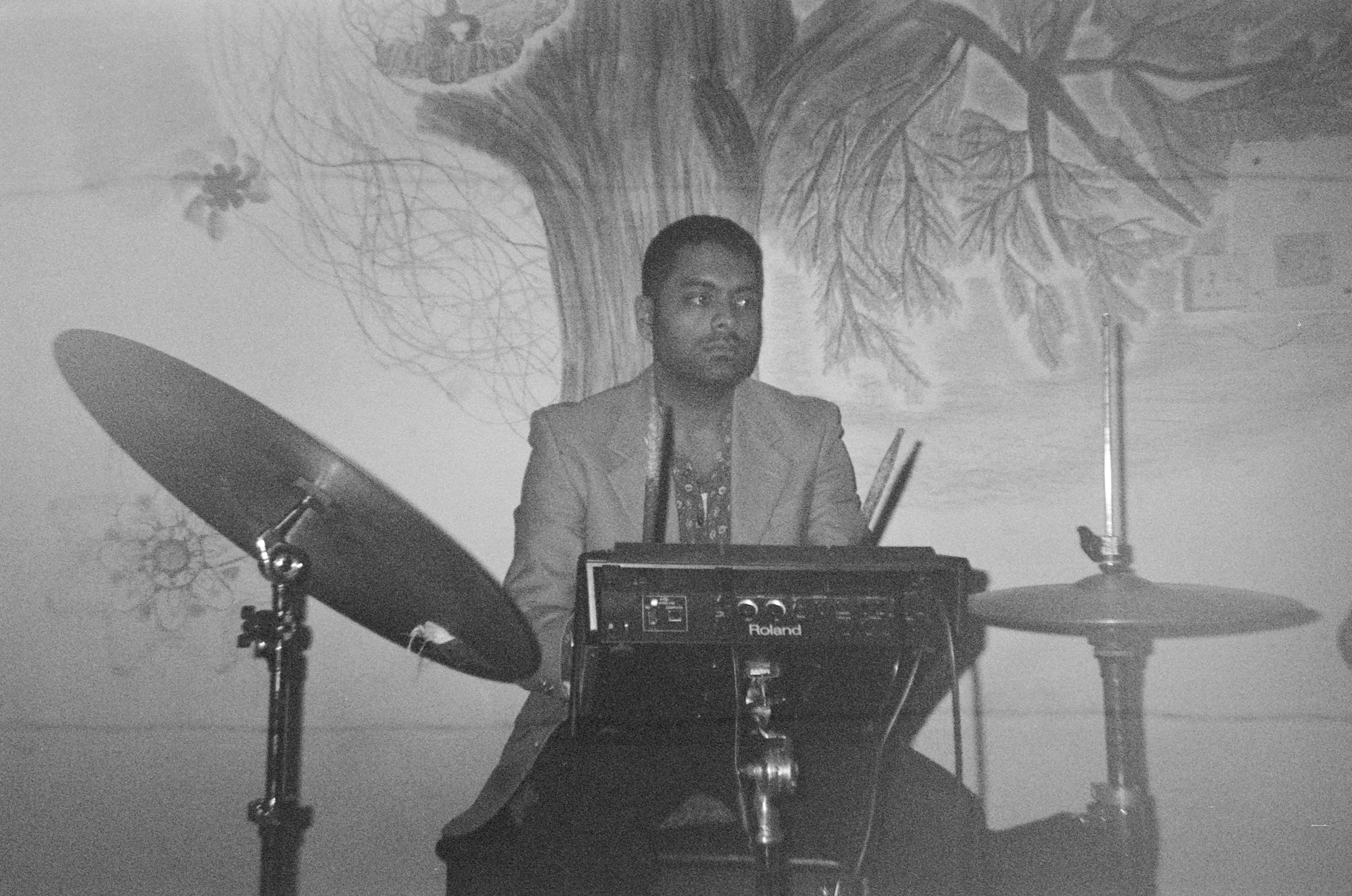
Karan Singh.
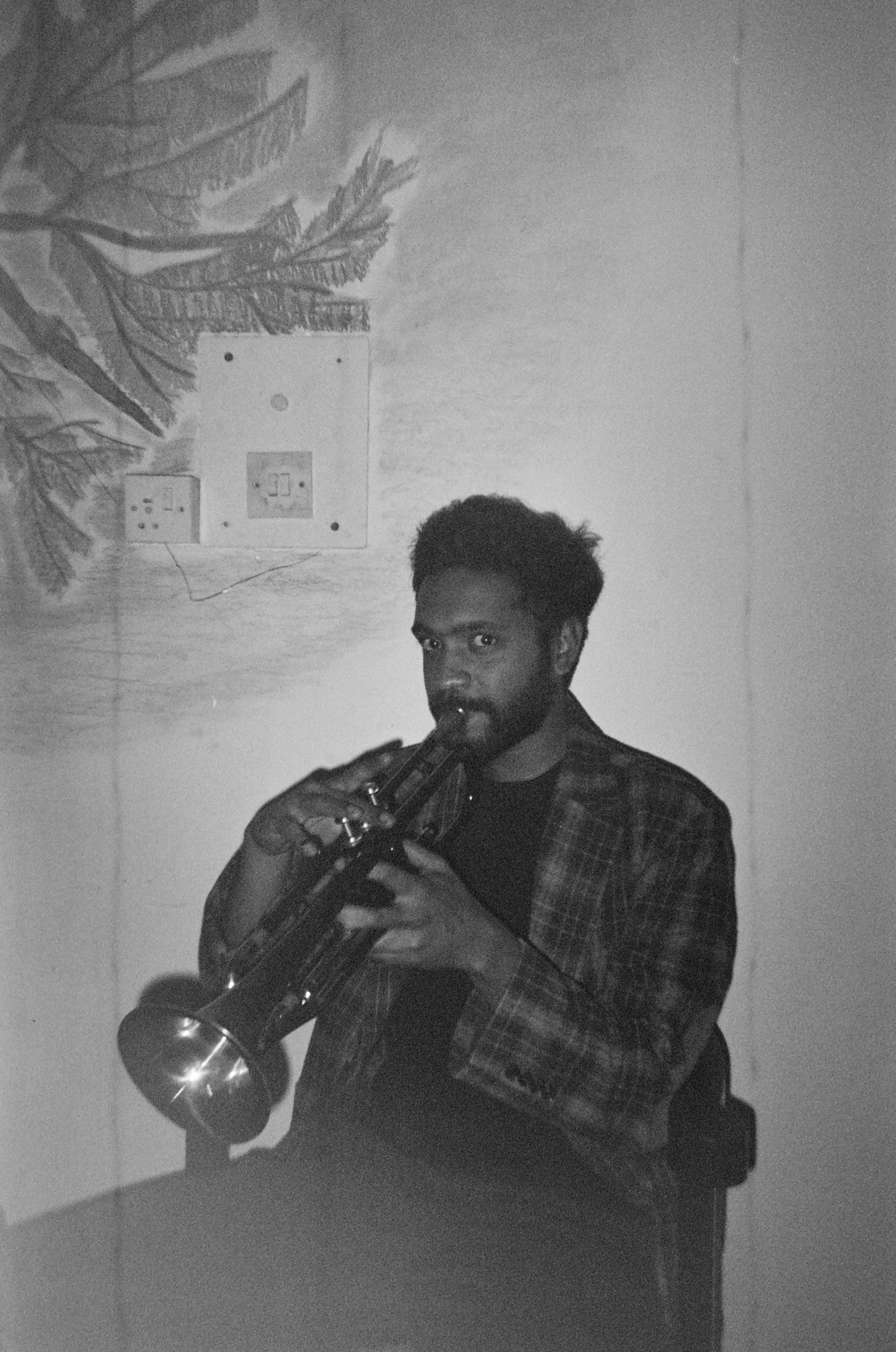
Rohit Gupta.

## Tournées et concerts

### Europe
- Louvain, BE / M-Idzomer
- Londres, Royaume-Uni / Meltdown Festival
- Vendeur, NL / ZomerParkFest
- Groningue, NL / Noorderzon
- Paris, FR / Rock En Seine
- Maastricht, Pays-Bas / Bruins Festival
- Île de Vieland, NL / Into The Great Wide Open

### Inde
Sortie d'un album auto-produit dans cinq villes sous le nom de Made in India
- Bangalore / Skydeck
- Delhi / QLA Terrace
- Bombay / G5A (2 spectacles)
- Hyderabad / The Moonshine Project
- Chandigarh / Upstairs Club

## Distinctions
Peter Cat Recording Co. a été nommé pour le meilleur groupe et la meilleure chanson (Clown on the 22nd Floor) aux Jack Daniel's Rock Awards 2011. Pour le Toto Funds The Arts Jury de 2012, c'est le groupe Peter Cat Recording Company, basé à Delhi, qui a volé la vedette - avec son puissant élixir d'expérimentation multimédia, ses processus créatifs inspirés du bricolage et son attrait artistique brut. Deux ans après avoir remporté le prix, les quatre membres de ce projet collaboratif unique sont en passe d'établir leurs propres niches individuelles dans l'espace indie indien - chaque membre poursuivant également des chemins en solo qu'ils ramènent finalement à leurs créations Peter Cat.